# Legge 29 aprile 1959, n. 17
La legge 29 aprile 1959, n° 17 è una legge della Repubblica di San Marino.

## Storia
Nella società sammarinese la donna è sempre stata equiparata a quello del minorenne dato che viveva sempre sotto tutela di qualcuno, il padre, i parenti o il marito; questo veniva confermato anche dagli statuti fondamentali sammarinesi del 1600, le Leges Statutae Sancti Marini dove si specificava chiaramente che il marito aveva facoltà di alienare anche tutti i beni della moglie.
Gli ideali dell'illuminismo e della rivoluzione francese raggiunsero solo marginalmente la piccola Repubblica di San Marino, ma con la Restaurazione ritorno in tutta Europa lo status quo e non ci fu alcun progresso nella società sammarinese. In varie leggi di fine XIX secolo le donne venivano equiparate ai minori, ad esempio nella legge del 10 dicembre 1884 sulle controversie innanzi il conciliatore, dove la donna poteva contrarre obbligazioni davanti al Conciliatore limitatamente ai suoi beni estradotali e se sposata solo con il consenso del marito. 
Anche nella legge 23 maggio 1914 n.14 sulla sospensione della esecuzione delle sentenze penali di condanna le donne vengono ancora equiparate ai minori di diciotto anni.
Dopo il suffragio universale ottenuto dalle donne in Italia già con le elezioni del 1946 il movimento femminista sammarinese riceve un grande impulso e nel 1955 nacque il Comitato per l'emancipazione della donna all'interno del Partito Democratico Cristiano Sammarinese che darà ulteriore impulso per ottenere il suffragio universale a San Marino.
Quindi con legge elettorale del 23 dicembre 1958 n. 36 nell'articolo 59 fa finalmente esplicitamente al diritto di voto alle donne, che doveva essere esteso obbligatoriamente con una legge entro il 30 aprile 1959, quindi nell'ultimo giorno disponibile per emanare una legge il Consiglio Grande e Generale guidato dal Partito Democratico Cristiano Sammarinese emanò all'unanimità la legge che estendeva il diritto di voto alle donne nella piccola Repubblica.

## Contenuto
La legge è composta da un unico breve articolo che fa riferimento alla legge elettorale dell'anno prima e recita:

## Risvolti sociali
La legge entrò in vigore solo il 1º gennaio 1960 e solo con l'elettorato attivo, che venne esercitato solo quattro anni dopo con le politiche del 1964, con la legge 10 settembre 1973, n.29 sulla Parificazione dei diritti della donna le donne sammarinesi ottennero tutti i diritti politici e l'elettorato passivo, e il 1º aprile 1981 entrò in carica la prima donna Capitano Reggente, Maria Lea Pedini. Con la legge 27 marzo 1984, n.32 "Legge sulla cittadinanza" le donne sammarinesi avevano raggiunto la parità di diritti con la loro corrispettiva componente maschile.